# Sandy Leah Lima
Sandy Leah Lima (født 28. januar 1983 i Campinas, São Paulo, Brasilien) er en brasiliansk Pop-sangerinde, der optræder med sit fornavn som kunstnernavn.